# 799-й отдельный разведывательный артиллерийский дивизион
799-й отдельный разведывательный артиллерийский дивизион Резерва Главного Командования — воинское формирование Вооружённых Сил СССР, принимавшее участие в Великой Отечественной войне.
Сокращённое наименование — 799-й орадн РГК.

## История
Сформирован в составе 11-й армии Северо-Западного фронта 27 апреля 1942 года года .
В действующей армии с 27.04.1942 по 18.11.1942.
В ходе Великой Отечественной войны вёл артиллерийскую разведку в интересах артиллерии соединений 11-й армии Северо-Западного фронта.
18 ноября 1942 года приказом НКО СССР № 365 от 18.11.42г. преобразован в 5-й отдельный гвардейский разведывательный артиллерийский дивизион . 

## Состав
- Штаб
- Хозяйственная часть
- Батарея звуковой разведки (БЗР)
- Батарея топогеодезической разведки (БТР)
- Взвод оптической разведки (ВЗОР)
- Фотограмметрический взвод (ФВ)
- Артиллерийский метеорологический взвод (АМВ)
- Хозяйственный взвод

## Подчинение
| Дата                 | Фронт                 | Армия      | Корпус | Дивизия | Бригада | Примечания |
| -------------------- | --------------------- | ---------- | ------ | ------- | ------- | ---------- |
| 27.04.42 -18.11.42г. | Северо-Западный фронт | 11-я армия | -      | -       | -       | -          |

## Командование дивизиона
Командир дивизиона
- майор, подполковник Морозов Иван Никитович

Начальник штаба дивизиона
- ст. лейтенант Михайлов Анатолий Егорович

Военный комиссар дивизиона
- батальонный комиссар Сорочан Григорий Васильевич

Помощник начальника штаба дивизиона
- ст. лейтенант Михайлов Анатолий Егорович
- гв. воентехник 1 ранга Николаев Георгий Александрович

Помощник командира дивизиона по снабжению
- майор и/с Алексеев Сергей Алексеевич

## Командиры подразделений дивизиона
Командир  БЗР
- капитан Кравцов Василий Егорович

Командир БТР
- капитан Лапидус Абрам Вениаминович

Командир ВЗОР
- ст. лейтенант Эдельштейн Иосиф Яковлевич

Командир ФГВ
- ст. лейтенант Готт Алексей Дмитриевич

Командир АМВ